# MARIVE TIME & STYLE
MARIVE TIME & STYLE（マリブ タイム アンド スタイル）は、bayfmで毎週月曜日から木曜日の9:00～11:53に放送されていたラジオ番組である。

## 概要
番組中に挿入される情報枠は以下の通りであった。
- bayfm UPDATES ― 11:13
 … 最新のニュース。
- bayfm WEATHER UPDATES ― 9:55, 11:43
… ベイエリアとその周辺の天気予報。
- bayfm TRAFFIC UPDATES ― 9:15，9:45，10:15，10:45，11:15，11:45
 … 首都圏の高速道路と一般道路を日本道路交通情報センターから伝える。

## 各曜日のDJ

### DJ
- 林宙紀
- 高頭なお

### 過去のDJ
- PATRICK YU

| bayfm 月～木曜日 9時～12時 | bayfm 月～木曜日 9時～12時                          | bayfm 月～木曜日 9時～12時 |
| 前番組                     | 番組名                                              | 次番組                     |
| -------------------------- | --------------------------------------------------- | -------------------------- |
| -                          | MARIVE TIME & STYLE (2005年10月3日 - 2008年9月30日) | miracle!!                  |

| スタブアイコン | サブスタブ | この項目は、まだ閲覧者の調べものの参照としては役立たない、ラジオ番組に関連した書きかけの項目です。この項目を加筆・訂正などしてくださる協力者を求めています（P:ラジオ/PJ:放送番組）。 |